# Parafia Narodzenia Najświętszej Maryi Panny we Frysztaku
Parafia Narodzenia Najświętszej Maryi Panny we Frysztaku – parafia rzymskokatolicka znajdująca się w diecezji rzeszowskiej w dekanacie Frysztak.

## Historia
Parafia została erygowana w 1277. Mieści się przy ulicy księdza Blajera. Budowa obecnej świątyni została rozpoczęta w 1924 roku po rozbiórce poprzedniego modrzewiowego kościoła z 1442 roku.  Świątynia została poświęcona przez księdza dziekana Stanisława Kwiecińskiego w dniu 23 października 1927 roku. W dniu 30 kwietnia 1938 roku budowla została konsekrowana przez biskupa Wojciecha Tomakę, biskupa pomocniczego przemyskiego.
Do parafii należą wierni z miejscowości: Frysztak, Glinik Dolny, Glinik Średni, Kobyle, Pułanki, Twierdzę i Widacz.